# Maria Doroteia Joaquina de Seixas Brandão
Maria Doroteia Joaquina de Seixas Brandão (Vila Rica, 8 de novembro de 1767 - Vila Rica, 9 de fevereiro de 1853) foi uma das mulheres envolvidas na Inconfidência Mineira, e noiva do inconfidente, jurista e poeta Tomás Antônio Gonzaga, de quem supostamente recebeu a homenagem registrada nos versos da obra Marília de Dirceu.

## Biografia
Filha de Baltazar João Mayrink, Capitão do Regimento de Cavalaria, e de Maria Doroteia Joaquina de Seixas, Maria Doroteia nasceu em Vila Rica (atual Ouro Preto), onde foi batizada na Matriz de Nossa Senhora do Pilar no dia 8 de novembro de 1767, com o mesmo nome de sua mãe. Tinha dois irmãos mais novos, José Carlos Mayrink, que seria senador do Império, e Francisco de Paula Mayrink, tenente-coronel de Cavalaria, e duas irmãs, Anna Ricarda de Seixas Mayrink e Emerenciana Evangelista de Seixas Mayrink. Ficou órfã de mãe em 24 de agosto de 1775, fato que levou o pai a se casar em segundas núpcias, com Maria Madalena de São José. Depois da orfandade, passou a residir com seus tios, Antônia Cândida de Seixas e seu marido, José Luis Sayão.

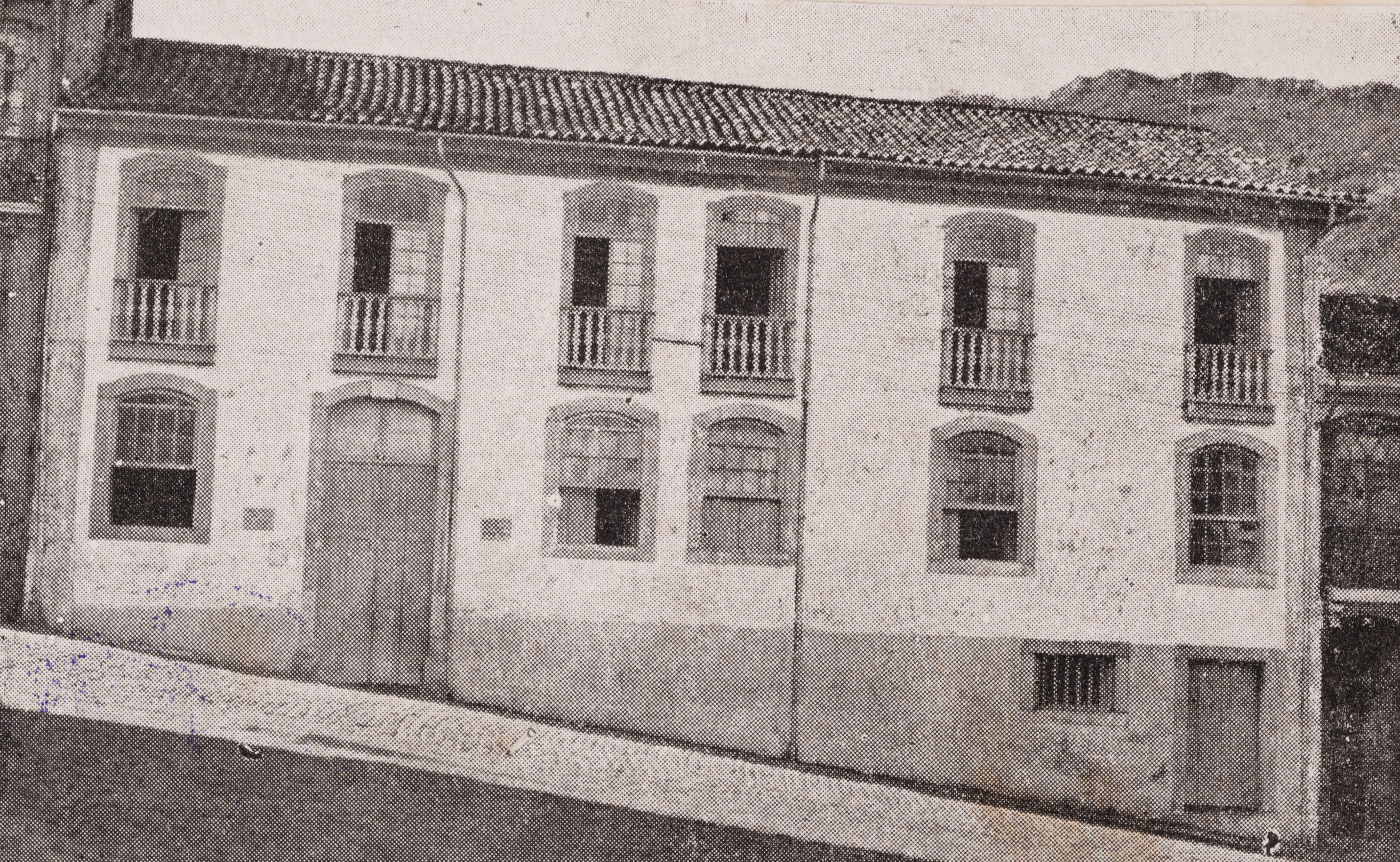
Casa em que residiu o poeta Tomás António Gonzaga, da última janela a direita, contemplava ele a sua noiva a célebre Marilia de Dirceu, Maria Doroteia Joaquina de Seixas Brandão.

Aos 15 anos conheceu o poeta e jurista Tomás Antônio Gonzaga, 38 anos de idade, de quem tornou-se noiva aos 22 anos, em 1789. Envolveu-se no movimento que desejava a emancipação do Brasil, mas não foi presa durante a devassa promovida pelo Visconde de Barbacena. Em compensação, viu seu noivo ser preso em 23 de maio de 1789, sendo conduzido ao Rio de Janeiro de imediato.
Após o degredo do noivo, retirou-se para a fazenda da família, Fundão das Goiabas, em Itaverava, retornando para a cidade somente em 1815, quando da morte de seu pai. Maria Doroteia tornou-se reclusa, pouco saindo de casa, vindo a morrer em 9 de fevereiro de 1853, aos 85 anos, na mesma casa onde nasceu, em Vila Rica.
Em 1955 os restos mortais de Maria Doroteia foram retirados da Matriz de Nossa Senhora da Conceição e levados para o Museu da Inconfidência, onde está junto dos restos mortais de Tomas Antonio Gonzaga, após o esforço de Antônio Augusto de Lima Júnior.

### Marília de Dirceu

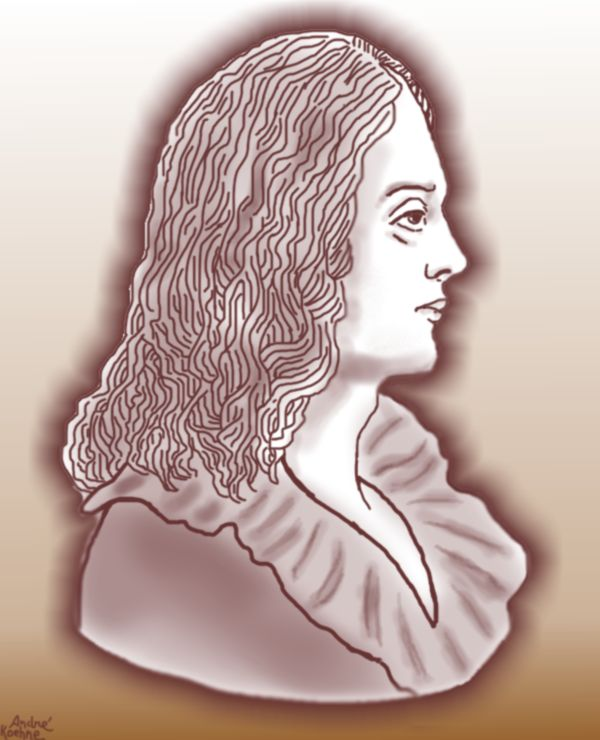
Retrato de Tomás Antônio Gonzaga - feito com base em gravura do.

Maria Doroteia é apontada por alguns autores como sendo Marília, personagem presente na obra de Tomás Antonio Gonzaga Marília de Dirceu. Para alguns, Tomás usa seus versos para expressar seu amor por Maria Doroteia; para outros, ela servia apenas como inspiração para os versos, sem ser exatamente a mesma pessoa dos versos. Porém, não há consenso em apontar que Maria Doroteia e Marília sejam a mesma pessoa. Para o historiador Tarquínio José Barbosa de Oliveira, grande estudioso das Cartas Chilenas de Tomás Antônio Gonzaga, a pessoa a quem Tomás dedica os seus versos era, na verdade, uma abastada viúva de Vila Rica, Maria Joaquina Anselma de Figueiredo. A tese é considerada também por Letícia Malard, que não reconhece Maria Doroteia como a musa dos versos do poeta.

### O suposto filho
Outra polêmica envolvendo Maria Doroteia trata de sua suposta maternidade, que resulta em especulações, com poucas fontes confiáveis. Uma teoria aponta que ela nunca foi mãe, e o suposto filho, chamado Anacleto, seria na realidade seu sobrinho, filho de Emerenciana com o Tenente Coronel Manuel Teixeira Queiroga, também conhecido como Dr. Queiroga. Entre os que defendem a maternidade de Maria Doroteia está o escritor Adelto Gonçalves, grande conhecedor da obra de Tomás Antônio, que em seu livro Gonzaga, um Poeta do Iluminismo apoia a tese.

## Representações na cultura
Maria Doroteia já foi retratada como personagem na televisão e no cinema:
Na telenovela Dez Vidas (1969), foi interpretada por Maria Isabel de Lizandra. Em Os Inconfidentes (1972), direção de Joaquim Pedro de Andrade, Margarida Rey a interpretou.  Em Tiradentes (1999), filme de Oswaldo Caldeira, foi interpretada por Giulia Gam.